# 彩雲深處
《彩雲深處》（英語：Rainbow Connections）是香港麗的電視在1980年11月首播的電視劇，共25集。由麥當雄及黎大煒監製，余安安、劉緯民、張瑛、梁天、岳華、陳曼娜、王萊、黃植森等人主演。本劇是首部前往法國巴黎實地取景的香港電視劇，令劇中充滿異國情調。

## 劇情簡介
空中小姐聶小倩在首次飛行時遇上富商宋子雲，獲邀請參加宋家派對，邂逅雲之子宋孝悌；後得知聶、宋兩家父母當年因財失義及三角關係而結下的恩怨，小倩與孝悌二人不理反對決定結婚。小倩婚後發現邱超鳳言行不一，讓其處處受到制肘，她最後決定離開宋家。

## 演員表
- 余安安[3] 飾 聶小倩
- 劉緯民[3] 飾 宋孝悌
- 張瑛[2] 飾 宋子雲
- 梁天[2] 飾 聶楓
- 張之珏 飾 宋孝賜
- 王萊[3] 飾 邱超鳳
- 陳寶儀[2] 飾 宋孝慈
- 黃植森[2] 飾 聶正
- 岳華[2]  飾 宋孝廉
- 曾江[2] 飾 陳煥然
- 陳曼娜[2] 飾 姚嘉莉
- 李燕燕 飾 Gigi
- 司馬華龍 飾 子叔
- 金山 飾 張坤

## 製作
此劇部分情節赴歐洲國家法國、比利時、盧森堡取景拍攝，亦為其宣傳上標榜之處。
此劇為電影演員王萊首次拍攝電視劇。

## 宣傳
基於此劇女主角是空中小姐出身，當時麗的電視曾籌辦空中小姐選舉，以配合宣傳。

## 外部連結
- 《彩雲深處》，沒有終點的結局 （页面存档备份，存于）